# Mike Longo/Diskografie
Diese Diskografie ist eine Übersicht über die veröffentlichten Tonträger des Jazzmusikers Mike Longo. Sie umfasst seine Alben unter eigenem Namen (Abschnitt 1), seine Mitwirkung bei Bandprojekten von Dizzy Gillespie (Abschnitt 2) und seine Mitwirkungen als Musiker bei weiteren Produktionen (Abschnitt 3). Nach Angaben des Diskografen Tom Lord war er an 59 Aufnahmesessions beteiligt.

## Alben unter eigenem Namen
Dieser Abschnitt listet die von Mike Longo zu Lebzeiten veröffentlichten LPs und CDs chronologisch nach Aufnahmejahr.
| Album                                      | Musiklabel           | Aufnahme | VÖ   | Anmerkungen |
| ------------------------------------------ | -------------------- | -------- | ---- | --- |
| A Jazz Portrait of Funny Girl              | Clamike Records      | 1962?    | 1962 | mit Herman Wright, Roy Brooks |
| Matrix                                     | Mainstream Records   | 1971     | 1972 | mit Al Gafa, Sam Jones, Ron Carter, Mickey Roker, Patato Valdés |
| The Awakening                              | Mainstream Records   | 1972     | 1972 | Mike Longo and His Orchestra, mit Virgil Jones, Curtis Fuller, James Moody, Al Gafa, Ron Carter, Mickey Roker, Dizzy Gillespie (conga) |
| 900 Shares of the Blues                    | Groove Merchant      | 1974     | 1975 | mit Randy Brecker, Joe Farrell, George Davis, Ron Carter, Mickey Roker, Ralph MacDonald (perc) |
| Funkia                                     | Groove Merchant      | 1974     | 1975 | Mike Longo mit Ron Carter, Mickey Roker, Carlos „Patato“ Valdes |
| Talk with the Spirits                      | Pablo                | 1976     | 1976 | Mike Longo/Dizzy Gillespie, mit Virgil Jones, Harold Vick, George Davis, Bob Cranshaw, Mickey Roker |
| New York ’78                               | Consolidated Artists | 1978     | 1979 | mit Randy Brecker, Jon Faddis, Slide Hampton, Curtis Fuller, Junior Cook, Bob Mintzer, John Hicks, Ben Aronov, George Davis, Bob Cranshaw, David Lee (dr), Steven Kroon (perc) |
| Solo Recital                               | Consolidated Artists | 1979     | 1982 | Solo, Music Barge in Brooklyn |
| The Earth Is But One Country               | Consolidated Artists | 1990     | 1990 | mit Dizzy Gillespie, Keith Loving, Ben Brown, Ray Mosca, Phil Young, Carlos „Patato“ Valdes, Sheyvonne Wright (vcl) |
| I Miss You John                            | Consolidated Artists | 1995     | 1995 | mit Cecil Bridgewater, Jimmy Owens, Frank Wess, David Sanchez, James Moody, Paul West, Ray Mosca |
| Dawn of a New Day                          | Consolidated Artists | 1997     | 1998 | mit Paul West, Ben Brown bzw. John Lee, Ray Mosca bzw. Ignacio Berroa |
| Explosion                                  | Consolidated Artists | 1999     | 1999 | Mike Longo with the New York State of the Art Jazz Ensemble, mit Lee Greene, Bob Magnuson, Matt Snyder, Cameron Brown, Lyn Christie, Jonathan Greenberg, Darryl Pellegrini, Adam Rafferty, Bob Curtis, Frank Basile, Frank Perowsky, Bob Suttmann, Wayne Andre, Burt Collins, Greg Gisbert, Joe Shepley, Ryan Kisor, Seneca Black, Virgil Jones |
| Still Swingin’                             | Consolidated Artists | 2001     | 2001 | mit Benjamin Brown (kb), Ray Mosca (dr) |
| Aftermath                                  | Consolidated Artists | 2000     | 2002 | Mike Longo & the New York State of the Art Jazz Band |
| „Live“ Detroit International Jazz Festival | Consolidated Artists | 2002     | 2003 | mit Santi Debriano, Ray Mosca |
| Oasis                                      | Consolidated Artists | 2004     | 2005 | Mike Longo And The N.Y. State of the Art Jazz Ensemble |
| Float Like a Butterfly                     | Consolidated Artists | 2007     | 2007 | Mike Longo Trio, mit Paul West, Jimmy Wormworth |
| Sting Like a Bee                           | Consolidated Artists | 2009?    | 2009 | Mike Longo Trio, mit Bob Cranshaw, Lewis Nash |
| To My Surprise                             | Consolidated Artists | 2011     | 2011 | Mike Longo Trio + 2, mit Jimmy Owens, Lance Bryant, Bob Cranshaw, Lewis Nash |
| Celebrates Oscar Peterson, Live            | Consolidated Artists | 2013     | 2013 | Mike Longo Trio, mit Paul West, Ray Mosca |
| Step On It                                 | Consolidated Artists | 2013     | 2013 | Mike Longo, Bob Cranshaw, Lewis Nash |
| Live from New York!                        | Consolidated Artists | 2013     | 2013 | Mike Longo and The New York State of the Art Jazz Ensemble Featuring Vocalist Ira Hawkins. Mit Mike Migliore, Nick Finzer, Sam Burtis, Brian Davis, Chris Rogers, John Replogle, Waldron Ricks, Frank Perowsky, Earl McIntyre, Bob Magnuson, Lee Greene, Matt Snyder, Tom Hubbard, Mike Campenni                                                |
| Only Time Will Tell                        | Consolidated Artists | 2016     | 2017 | The Mike Longo Trio, mit Paul West, Lewis Nash |

## Bandprojekte mit Dizzy Gillespie
| Album                       | Musiker                               | Musiklabel           | rec  | Anmerkungen |
| --------------------------- | ------------------------------------- | -------------------- | ---- | --- |
| Swing Low, Sweet Cadillac   | Dizzy Gillespie Quintet               | Impulse!             | 1967 | Dizzy Gillespie, James Moody, Mike Longo, Frank Schifano, Candy Finch                                                |
| In Milan, 1968              | Dizzy Gillespie Big Band              | I Grandi del Jazz    | 1968 | |
| 20th & 30th Anniversary     | The Dizzy Gillespie Re:Union Big Band | MPS                  | 1968 | |
| The Big Band                | Dizzy Gillespie Big Band              | LRC                  | 1968 | |
| Portrait of Jenny           | Dizzy Gillespie                       | Perception           | 1970 | mit George Davis (git), Andy Gonzalez (kb), Jerry Gonzalez, Carlos „Patato“ Valdes, Nicky Marrero                    |
| Live at Ronnie Scott’s      | Dizzy Gillespie                       | Consolidated Artists | 1973 | mit Al Gafa, Earl May, Mickey Roker                                                                                  |
| Live at Singer Concert Hall | Dizzy Gillespie                       | Fondamenta           | 1973 | dto. |
| New Faces                   | Dizzy Gillespie                       | GRP                  | 1984 | mit Branford Marsalis, Kenny Kirkland, Lonnie Plaxico, Lincoln Goines, Robby Ameen, Steve Thornton, Mike Longo (arr) |

## Alben als Solist bei weiteren Produktionen
| Album                                   | Künstler                      | Musiklabel           | rec     | Anmerkungen |
| --------------------------------------- | ----------------------------- | -------------------- | ------- | --- |
| Nirvana – The Zen of the Jazz Trumpet   | Dizzy Reece                   | Jazz Vision          | 1968    | mit Lee Hudson (kb), James Worth (dr) |
| Heritage Hum                            | James Moody                   | Perception           | 1971    | mit Sam Jones, Freddie Waits, Eddie Jefferson |
| Astrud Gilberto Now                     | Astrud Gilberto               | Perception           | 1972    | mit Mike Longo (Keyboards), Eumir Deodato, Al Gafa, Bob Cranshaw, Patrick Adams, Ron Carter, Mickey Roker, Billy Cobham, Airto Moreira, Nick LaSorsa, Maria Toledo                                                                          |
| Chicago ’n’ All That Jazz               | Lee Konitz                    | Groove Merchant      | 1975    | Lee Konitz Big Band mit Lloyd Michels, Richard Hurwitz, Alan Raph, Barry Maur, Don Palmer, Joe Farrell, Dick Katz, George Davis, Major Holley, Eddie Locke, Ray Armando; erschien in Europa auch unter dem Titel I Giganti del Jazz Vol. 7. |
| Round Once                              | John Richmond Quartet         | Consolidated Artists | 1983    | mit Buster Williams, Al Harewood |
| Live with Al Defemio                    | Al Defemio                    | –                    | um 1985 | |
| Double Bass                             | Nabil Totah                   | Consolidated Artists | 1985    | mit Ray Mosca |
| Adam Rafferty                           | First Impressions             | Consolidated Artists | 1993    | The Mike Longo Trio, mit Paul West, Ray Mosca |
| Jazz Violin and Vocals                  | Linda Fennimore               | –                    | 1994    | u. a. mit Jay D’Amico, Milt Hinton |
| Con Alma – A Tribute to Dizzy Gillespie | Judy Rafat                    | Timeless Records     | 1998    | mit Claudio Roditi, Paquito D’Rivera, Frank Wess, Kenny Barron, Rufus Reid, John Lee, Ignacio Berroa |
| Friends and Mentors                     | Mel Martin and Bebop & Beyond | Quixotic             | 2000    | mit Jack Walrath, Bobby Watson, George Cables Ray Drummond, Winard Harper, Billy Hart |
| Reasons to Be Thankful                  | Art Lillard’s Heavenly Band   | Summit               | 2000    | Bigband |
| John David Simon and Friends            | John David Simon              | Warm Groove          | 2000    | mit Clark Terry, Brian Pareschi, Eddie Bert, Matthew Parrish, Bobby Durham, Colby Inzer, Etta Jones |
| Across the Tracks                       | Fabio Zone Trio               | Consolidated Artists | 2005    | mit Claudio Roditi, Andy LaVerne, Corey Christiansen, Christian Fabian, Danny Gottlieb, Mike Longo (perc) |
| Into the World – A Musical Offering     | Andrea Brachfeld              | Shaneye              | 2006    | Bigband |
| After 75 Years                          | Macy Chen                     | Seed Musicn          | 2010    | |
| The Masters Return!                     | Christian Fabian              | Consolidated Artists | 2007    | mit Jimmy Owens, Andres Boiarsky, Lewis Nash |